# Mauerbauordnung (Worms)
Mit der Mauerbauordnung von Worms regelt die Verteilung von Baulasten für den Bau und Unterhalt der Stadtmauer von Worms. Ob sie aus der Zeit von Bischof Thietlach an der Wende vom 9. zum 10. Jahrhundert stammt oder aus der Zeit unter Bischof Burchard an der Wende des 10. zum 11. Jahrhundert, ist nicht sicher. Sie gilt als die älteste überlieferte Mauerbauordnung.

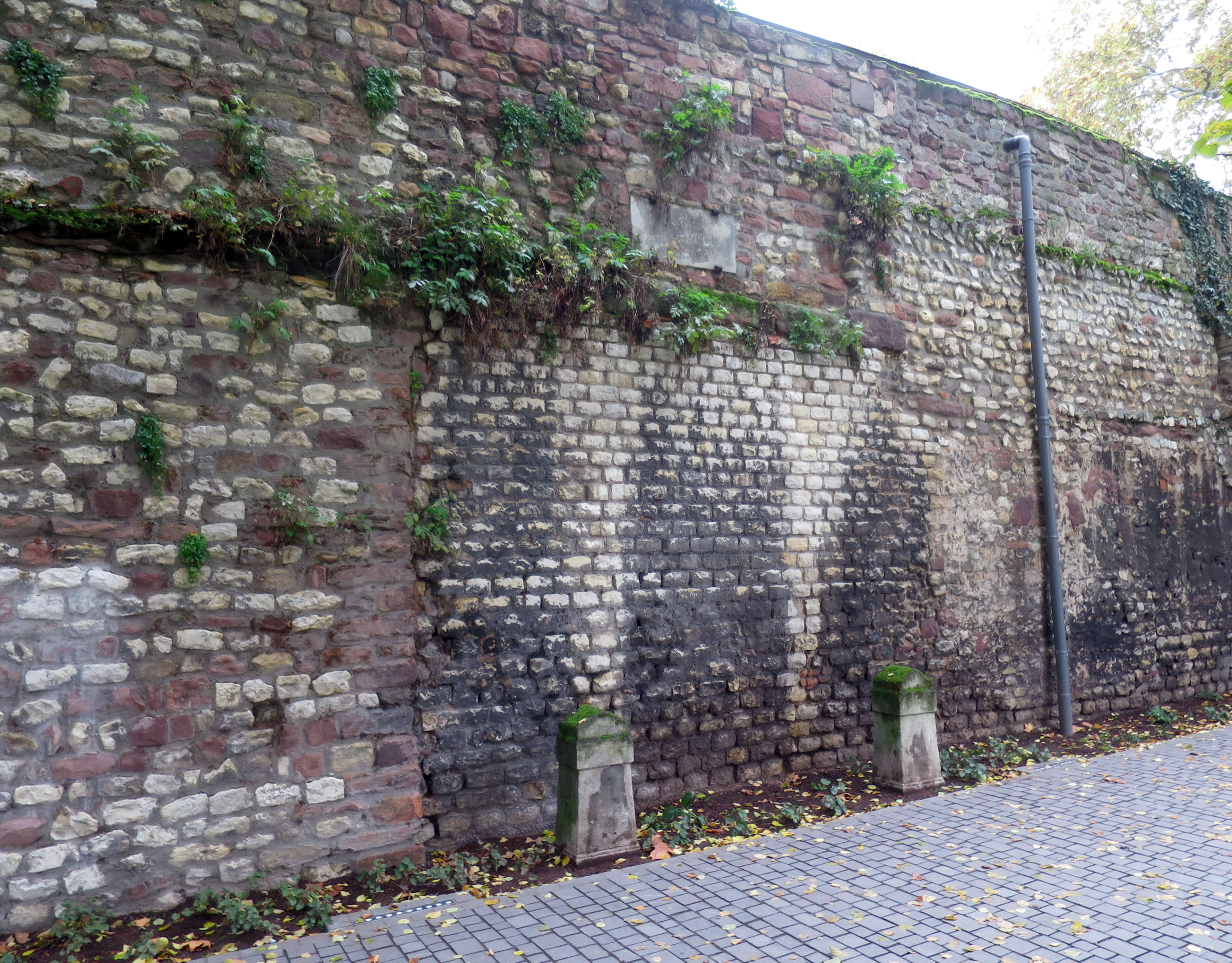
Römerzeitliches Mauersegment der westlichen, inneren Stadtmauer von Worms: Einer der wenigen erhaltenen Abschnitte, der mit Sicherheit auch schon zu der Zeit stand, als die Mauerbauordnung niedergeschrieben wurde.

## Überlieferungsgeschichte
Die lateinischsprachige Mauerbauordnung ist nur indirekt durch drei Abschriften aus dem 16. Jahrhundert überliefert, in der
- Wormser Bischofschronik: Chronicus liber antistitum Wormacensium von 1523/26[2];
- Wormser Bischofschronik von 1523/26: Chronicus liber antistitum Wormacensium von 1538[3]; hier findet sich der Hinweis: man fint noch uff dem Hohen stifft zu Worms[Anm. 2] ein Ordnung geschrieben, die Bischoff Thietlah gemachet[4];
- frühneuzeitlichen Chronik von Friedrich Zorn[5], die nach 1570 entstand[6] und der aus einem Text abschrieb, den er im Cyriakusstift in Neuhausen gefunden hatte: so in einem altten buch in dem stifft Neuhausen gefunden.[7] Dieser Text liegt den gedruckten Editionen zugrunde, weicht aber leicht von den anderen Quellen ab.[8]

## Inhalt

### Text
„Descriptio urbani operis ciuitatis vvorm.
De loco qui dicitur Frisonen-Spirra usque ad Rhenum ipsi Frisones restauranda muralia procurent. Rudolsheim, Gummesheim, Eichana, Ham, Ubersheim, Durikem, Alsheim, Mettenheim a supradicta Frisonen-Spirra usque ad locum qui Rheni-Spirra vocatur provideant. In eodem latere civitatis familia S. Leodegarii portam quandam reaedificare debent. Deinde usque ad Phawenportam urbani qui Heimgereiden vocantur operando pervigilent. Hinc usque ad angulum meridianum Bobenheym, Ligersheym, Roxheym, Agersheym et omnes iuxta Rhenum habitantes usque ad Hemmingersheim provideant. Media pars de Rucheim et sic omnes ab alia parte plateae Rheni habitantes usque ad fluvium qui Karlebach vocatur in occidentali angulo terminum operis ponant. De quo (angulo) incipientes ex utraque parte Karlebach usque ad Kircheim et usque ad S. Andree portam. Ab hinc omnes ex utraque parte fluvii qui Ysana vocatur sedentes usque ad Nittenheym muros civitatis usque ad portam mercati (Mart.) procurent. De qua omnes iuxta utramque fluvii partem que Primma vocatur, quousque Malesbach eundem fluvium influit, usque ad iam dictam frisonenspirram provideant. Preterea de media parte Muntzenheym usque ad Dienheym tarn hi quam omnes in (qui infra) ambitu predictorum fluviorum et villarum habitantes sunt eandem civitatem cum propugnaculis et omnibus necessariis prout temporis locus exegerit incessanter insistant.
Hec Teothlachus s. vvorm. ecclesie praesul scribere iussit.“

Übersetzung

„Von dem Ort, der Friesenspitze genannt wird, bis zum Rhein sollen die Friesen sich um die Wiederherstellung der Mauer kümmern.

Rudelsheim, Gimbsheim, Eich, Hamm, Ibersheim, Rhein-Dürckheim, Alsheim und Mettenheim sollen von der genannten Friesenspitze bis zu der sogenannten Rheinspitze [die Mauer] unterhalten.

An derselben Seite der Stadt muss die Gemeinschaft des heiligen Leodegar das dortige Tor wieder aufbauen.

Sodann sollen die Städter, die „Heimgereiden“ genannt werden, die Wache bis zum Pfauentor stellen.

Von hier aus bis zur südlichen Ecke sollen sich Bobenheim, Ligrisheim, Roxheim, Oggersheim und alle, die längs des Rheins bis Hemsheim wohnen [um die Mauer] kümmern.

Der mittlere Teil von Rucheim und alle anderen der Rheinebene bis zu dem Fluss, der „Karlebach“ genannt wird, sollen das Bauwerk bis zur westlichen Ecke ausführen.

Von dieser Ecke an beginnen diejenigen vom anderen Teil des Karlebachs bis Kirchheim und zwar bis zur St.-Andreas-Pforte.

Von hier aus sollen sich alle, die bis nach Mertesheim beiderseits des Flusses, der „Eisbach“ genannt wird, wohnen, um die Stadtmauern bis zur „porta mercati“ kümmern.

Von dort aus unterhalten alle, die an den beiden Ufern des Flusses [wohnen], der „Pfrimm“ genannt wird, bis dorthin, wo der Mühlbach in diesen Fluss mündet, und zwar bis zur obengenannten Friesenspitze [die Anlage].

Ferner sollen diejenigen vom mittleren Teil von Monzernheim bis nach Dienheim sowie alle, die im Umkreis der besagten Flüsse und Dörfer wohnen, bei der Verteidigung und allem, was zur jeweiligen Zeit notwendig ist, unablässig die Stadt unterstützen.“

### Beschreibung
Die Mauerbauordnung regelte den Beitrag, den verschiedene gesellschaftliche Gruppen für Bau und Unterhalt der Mauer zu leisten hatten. Bau und laufender Unterhalt einer Stadtbefestigung waren teuer. Sie zu gewährleisten, waren verschiedene Gruppen der Stadtbewohner und auch potentiell hinter den Mauern Schutzsuchende aus unbefestigten Orten des Umlandes verpflichtet, die dafür ein Recht besaßen, im Kriegsfall hinter die Mauern zu fliehen. Die Übernahme der Baulasten funktionierte nicht immer reibungslos. Öfter wies die Mauer Bauschäden auf und auch die Weigerung einzelner Verpflichteter, ihren Beitrag zu leisten, ist bezeugt. Auffällig ist, dass in der Mauerbauordnung des Bischofs Thietlach von den Bewohnern der Stadt nur am Rande die Rede ist, jedoch zahlreiche Gruppen in die Pflicht genommen werden, die außerhalb der Stadt lebten. Die Mauerbauordnung beschreibt so nur einen Teil der bestehenden Baulastverpflichtungen. Der Text beginnt seinen virtuellen Rundgang um die Mauer in der Nordostecke und verläuft im Uhrzeigersinn.
| Mauerabschnitt                                                                                       | Baulastverpflichtete                                                                     | Anmerkung |
| --- | ---------------------------------------------------------------------------------------- | --- |
| Friesenspitze bis an den Rhein                                                                       | Friesen                                                                                  | Es muss sich um eine Befestigung außerhalb des Mauerringes handeln, da die Mauer den Rhein nicht direkt berührte, also vielleicht eine Sperre zwischen Stadt und Hafen. Die genaue Lage ist unbekannt. |
| Friesenspitze bis an die Rheinspitze                                                                 | Rudelsheim, Gimbsheim, Eich, Hamm, Ubersheim, Dürkheim, Alsheim, Mettenheim              | Die Friesenspitze lag im Bereich der Nordostecke der Befestigung, die Lage der Rheinspitze ist unbekannt.                                                                                              |
| Ein wieder aufzubauendes Tor Es wird angenommen, dass dies das später „Brotpforte“ genannte Tor war. | Familia St. Leodegari                                                                    | |
| Bis an die Pfauenpforte                                                                              | Heimgereiden                                                                             | Im Wesentlichen ist das der südliche Abschnitt der Ostmauer. |
| Pfauenpforte bis an die Südecke                                                                      | Bobenheim, Roxheim, Ligrisheim, Oggersheim und alle Anwohner am Rhein bis Hemmingersheim | |
| Mittlerer Teil bis an die Westecke                                                                   | Ruchheim und alle Anwohner bis zum Karlebach                                             | Es ist nicht bekannt, was mit „mittlerer Teil“ beschrieben werden soll. Die Westecke ist eindeutig der Bereich, in dem später der Turm „Luginsland“ errichtet wurde.                                   |
| Westecke bis Andreastor                                                                              | Orte am Karlebach bis Kirchheim                                                          | Das ist ein relativ kurzer Abschnitt von knapp 200 m zwischen „Luginsland“ und Andreasstraße. |
| Andreastor bis „Markttor“ oder „Martinstor“                                                          | Alle Anwohner des Eisbachs bis Mertesheim                                                | Das ist ein relativ langer Abschnitt von etwa 600–700 m. |
| „Markttor“ oder „Martinstor“ bis Friesenspitze                                                       | Anwohner der Pfrimm                                                                      | |

### Kontext
Bei den aufgezählten Orten handelt es sich um Dörfer entlang des Rheins, von Dienheim im Norden bis Oggersheim im Süden und im weiteren, linksrheinischen Hinterland, die zum Bistum Worms gehörten.
Zu den aufgeführten Bauunterhaltspflichtigen aus der Stadt selbst zählen
- die Friesen, die im nordöstlichen Bereich des Stadtgebiets siedelten und im Fernhandel tätig waren. Sie sind in der Zeit zwischen 829 und 973 nachgewiesen.[16] Deren Baulastverpflichtung ging später an die Jüdische Gemeinde Worms über, die die Friesen sowohl im Fernhandel ablösten als auch ihren Siedlungsschwerpunkt in etwa dort hatten, wo sich zuvor die Friesen niedergelassen hatten.
- die Heimgereiden. Der Begriff ist für ein Dokument des 9. oder 10. Jahrhunderts völlig anachronistisch. Er tritt vor dem 13. Jahrhundert sonst nicht auf und bezeichnet dann eine bäuerliche Allmendegemeinschaft und deren Gericht. Es ist deshalb wahrscheinlich, dass hier beim (vielleicht auch mehrfachen) Abschreiben von Vorlagen ein Schreiber einen ihm unbekannten Begriff durch einen (unzutreffenden) zeitgenössischen ersetzt hat. Gerold Bönnen will das als „die Stadtbewohner von Worms in ihrer genossenschaftlich-nachbarschaftlichen Verbindung“ deuten[17], was aber nicht erklärt, warum sich alle Stadtbewohner („urbani“) „Heimgereiden“ nennen sollten und warum ihnen nicht mehr als die Unterhaltungspflicht nur eines Mauerstückes obliegt, zumal es an dieser Stelle des Textes offenbar nicht um Bauunterhalt, sondern um die Wache geht[18] („operando pervigilent“).
- die „Familia St. Leodegari“. Das waren Angehörige des Klosters Murbach im Elsass. Traditionell wird diese Gruppe als eine Gruppe von Stadtbewohnern gedeutet. Merkwürdig ist aber, dass deren Erwähnung in der Mauerbauordnung der einzige Nachweis für ihre Präsenz in Worms ist.[19] Allerdings ist die Abtei im Umland umfangreich mit Besitz vertreten.[20] Es könnte deshalb sein, dass die dortigen Bewohner das Recht hatten, in Gefahrensituationen in die Stadt zu fliehen und deshalb im Gegenzug verpflichtet waren, einen Mauerabschnitt zu unterhalten.

## Offene Fragen

### Topografie der Südostecke
Im südöstlichen Bereich folgt auf den Abschnitt Bis an die Pfauenpforte der Abschnitt Pfauenpforte bis an die Südecke. Danach müsste die Pfauenpforte beim Gang im Uhrzeigersinn um die Mauer vor der Südostecke, dem südlichsten Punkt der inneren Stadtmauer gelegen haben. In Zeiten, die historisch belegt sind, war es aber genau umgekehrt. Dafür gibt es verschiedene Erklärungsansätze:
- Beim Verschriftlichen oder beim Kopieren wurden zwei Abschnitte vertauscht.
- Der Abschnitt wäre bereits – aus unbekannten Gründen – im vorherigen enthalten. Er ist mit ca. 50 m extrem kurz.[21]
- Die Pfauenpforte war zunächst ein Tor in der (alten) Ostmauer – dann wäre es aufgrund des überkommenen Straßennetzes am ehesten in der Verlängerung der Wollstraße zu suchen –, bevor sie später (unter „Mitnahme“ des Namens) benachbart als Tor der in der Südmauer neu errichtet wurde.[22]

### Karlebach
Unklar ist, welches Gewässer mit dem „Karlebach“ gemeint ist. In Frage kommen:
- der Eckbach, der am Carlsberg entspringt und
- der Karlebach[Anm. 18], ein linker Zufluss des Appelbachs

### Markttor / Martinstor
Im Text der beiden Bischofschroniken steht „porta mercati“ und bei Zorn abweichend: „porta Mert.“ oder „porta Mart.“ In der lokalhistorischen Literatur wurde die Stelle immer mit „Martinstor“ gedeutet und wiedergegeben. Ob das so zu lesen ist, wird heute bezweifelt. Auch ist die Position dieses Tors an der Wende vom 9. zum 10. Jahrhundert nicht bekannt. Das später „Martinstor“ genannte Tor stammt erst aus einer Erweiterung der Stadtmauer Anfang des 11. Jahrhunderts.

### Hinweis auf den Bau einer neuen Südmauer?
Das Dokument formuliert für den Südabschnitt, dass die dort Bauverpflichteten „terminum operis ponant“ („die Begrenzung des [Bau]werks setzen sollen“). Das kann als Hinweis auf den in dieser Zeit erfolgten Neu- und Erweiterungsbau des südlichen Abschnitts der inneren Stadtmauer gelesen werden.

## Geschichte

### Kontext
Die Mauerbauordnung von Worms steht nicht alleine da. Es gibt ähnliche Ordnungen in Mainz, Bingen, Boppard und Speyer. Aber die Wormser Quelle aus der Wende vom 9. zum 10. Jahrhundert ist die älteste.

### Entstehung und Rezeption
Die Mauerbauordnung entstand im Zuge einer Ertüchtigung und Erweiterung der Stadtmauer. Grund dafür war eine Bedrohung durch die Normannen, die den Rhein hinauf vorstießen, allerdings nie bis Worms gelangten. Im Zuge der Ertüchtigung und Erweiterung der Mauer war es offenbar erforderlich die Baulastverpflichtungen (neu?) zu regeln.
Da die gedruckten Ausgaben des Textes auf der von Friedrich Zorn überlieferten Version basieren und dieser das Dokument dem etwa 100 Jahre nach Thietlach amtierenden Bischof Burchard zuwies, wurde dieser zunächst als Autor der Mauerbauordnung betrachtet. Hellmuth Gensicke datierte die Mauerbauordnung dann auf Bischof Thietlach um. Gensicke ging damals aber von einer noch als viel umfangreicher angenommenen Mauer aus römischer Zeit aus. Carlrichard Brühl wiederum hält eine Zuschreibung an Bischof Burchard für sehr viel plausibler. Da die spätmittelalterlichen und frühneuzeitlichen Kopisten nur den Mauerverlauf kannten, wie er sich zu ihrer Zeit darstellte, nicht aber die hochmittelalterlichen Vorgängerbauten, können einige der überlieferten geografischen Angaben und Ortsbezeichnungen auch dadurch verfälscht sein, dass sie versuchten, diese Angaben auf den ihnen bekannten Mauerbestand zu übertragen.